# Marina Pellizzer
Marina Pellizzer (8 febbraio 1972) è un'allenatrice di calcio ed ex calciatrice italiana, di ruolo centrocampista.

## Carriera

### Nazionale
Pellizzer venne convocata dall'allora CT Carolina Morace che la inserì nella rosa della nazionale italiana impegnata nella fase finale dell'campionato europeo di Germania 2001, giocando tutte le tre partite del gruppo B prima di venire eliminata dal torneo.

### Allenatrice
Ha assunto la direzione tecnica del Real Bardolino nella stagione 2011-2012 portando la squadra a vincere la Serie C Veneto ma lasciando la società a fine campionato.

## Statistiche

### Cronologia presenze e reti in nazionale
| Cronologia completa delle presenze e delle reti in nazionale ― Italia | Cronologia completa delle presenze e delle reti in nazionale ― Italia | Cronologia completa delle presenze e delle reti in nazionale ― Italia | Cronologia completa delle presenze e delle reti in nazionale ― Italia | Cronologia completa delle presenze e delle reti in nazionale ― Italia | Cronologia completa delle presenze e delle reti in nazionale ― Italia | Cronologia completa delle presenze e delle reti in nazionale ― Italia | Cronologia completa delle presenze e delle reti in nazionale ― Italia |
| Data                                                                  | Città                                                                 | In casa                                                               | Risultato                                                             | Ospiti                                                                | Competizione                                                          | Reti                                                                  | Note                                                                  |
| --------------------------------------------------------------------- | --------------------------------------------------------------------- | --------------------------------------------------------------------- | --------------------------------------------------------------------- | --------------------------------------------------------------------- | --------------------------------------------------------------------- | --------------------------------------------------------------------- | --------------------------------------------------------------------- |
| 27-9-2000                                                             | San Giorgio di Nogaro                                                 | Italia                                                                | 2 – 1                                                                 | Slovacchia                                                            | Amichevole                                                            | -                                                                     | 68’                                                                   |
| 14-10-2000                                                            | Roma                                                                  | Italia                                                                | 3 – 1                                                                 | Francia                                                               | Amichevole                                                            | -                                                                     | 46’                                                                   |
| 18-10-2000                                                            | Palermo                                                               | Italia                                                                | 3 – 0                                                                 | Portogallo                                                            | Qual. Euro 2001 - Play-off                                            | -                                                                     | 69’                                                                   |
| 22-11-2000                                                            | Portalegre                                                            | Portogallo                                                            | 1 – 0                                                                 | Italia                                                                | Qual. Euro 2001 - Play-off                                            | -                                                                     |                                                                       |
| 7-3-2001                                                              | Rieti                                                                 | Italia                                                                | 1 – 0                                                                 | Stati Uniti                                                           | Amichevole                                                            | -                                                                     | 54’                                                                   |
| 1-5-2001                                                              | Monza                                                                 | Italia                                                                | 2 – 0                                                                 | Belgio                                                                | Amichevole                                                            | -                                                                     | 46’                                                                   |
| 10-5-2001                                                             | Troisdorf                                                             | Germania                                                              | 1 – 0                                                                 | Italia                                                                | Amichevole                                                            | -                                                                     |                                                                       |
| 17-6-2001                                                             | Tavarone                                                              | Italia                                                                | 2 – 0                                                                 | Finlandia                                                             | Amichevole                                                            | -                                                                     |                                                                       |
| 25-6-2001                                                             | Aalen                                                                 | Italia                                                                | 2 – 1                                                                 | Danimarca                                                             | Euro 2001 - Fase a gironi                                             | -                                                                     |                                                                       |
| 28-6-2001                                                             | Reutlingen                                                            | Italia                                                                | 1 – 1                                                                 | Norvegia                                                              | Euro 2001 - Fase a gironi                                             | -                                                                     | 46’                                                                   |
| 1-7-2001                                                              | Ulma                                                                  | Francia                                                               | 2 – 0                                                                 | Italia                                                                | Euro 2001 - Fase a gironi                                             | -                                                                     | 39’                                                                   |
| 8-9-2001                                                              | Reykjavík                                                             | Islanda                                                               | 2 – 1                                                                 | Italia                                                                | Qual. Mondiali 2003                                                   | -                                                                     |                                                                       |
| 10-10-2001                                                            | Siena                                                                 | Italia                                                                | 1 – 3                                                                 | Russia                                                                | Qual. Mondiali 2003                                                   | -                                                                     | 46’                                                                   |
| 28-11-2001                                                            | Città di Castello                                                     | Italia                                                                | 3 – 0                                                                 | Spagna                                                                | Qual. Mondiali 2003                                                   | -                                                                     | 80’                                                                   |
| 24-3-2002                                                             | Pozoblanco                                                            | Spagna                                                                | 0 – 1                                                                 | Italia                                                                | Qual. Mondiali 2003                                                   | -                                                                     | 62’                                                                   |
| 2-10-2002                                                             | Cary                                                                  | Russia                                                                | 2 – 1                                                                 | Italia                                                                | Coppa USA                                                             | -                                                                     | 46’                                                                   |
| 6-10-2002                                                             | Cary                                                                  | Stati Uniti                                                           | 4 – 0                                                                 | Italia                                                                | Coppa USA                                                             | -                                                                     | 78’                                                                   |
| Totale                                                                |                                                                       | Presenze                                                              | 17                                                                    |                                                                       | Reti                                                                  | 0                                                                     |                                                                       |

## Palmarès
- Supercoppa italiana: 1

Foroni Verona: 2002